# Richard and Linda Thompson
Richard and Linda Thompson – brytyjski duet muzyczny, który w latach 1974 – 1982 tworzyli Richard Thompson oraz jego żona, Linda. Zakończył działalność wraz z rozpadem ich małżeństwa. Pierwszy (I Want to See the Bright Lights Tonight, 1974) oraz ostatni (Shoot Out the Lights, 1982) z sześciu albumów nagranych przez duet uznawane są za najlepsze.